# Spirembolus fasciatus
Spirembolus fasciatus là một loài nhện trong họ Linyphiidae.
Loài này thuộc chi Spirembolus. Spirembolus fasciatus được Richard C. Banks miêu tả năm 1904.